# Henning Petersen
Henning Petersen (nascido em 3 de setembro de 1939) é um ex-ciclista dinamarquês.
Peterson foi um dos atletas que representou a Dinamarca nos Jogos Olímpicos de 1964, em Tóquio, onde terminou em sétimo lugar na prova dos 100 km contrarrelógio por equipes.